# اندرو بیل
دنیل اندرو بیل (Daniel Andrew Beal) (زادهٔ ۲۹ نوامبر ۱۹۵۲)، بانکدار، بازرگان، سرمایه‌گذار و ریاضی‌دان آماتور آمریکایی است. او بازرگانی ساکن دالاس است که ثروت هنگفتی در حوزهٔ املاک و مستغلات و نیز بانکداری اندوخته است. بیل که در لنسینگ، ایالت میشیگان چشم به جهان گشوده و بزرگ شده‌است، پایه‌گذار و رئیس بانک بیل و بانک بیل ایالات متحده و نیز سایر شرکت‌های تابعه است. بر اساس شاخص میلیاردرهای بلومبرگ، ثروت بیل تا دسامبر ۲۰۲۱، ۹٫۴۹ میلیارد دلار آمریکا تخمین زده می‌شود.
بیل نظریه‌پرداز اعداد است و به‌خاطر حدس بیل که تعمیم ریاضی از آخرین قضیهٔ فرما، شناخته می‌شود. او جایزهٔ دائمی یک میلیون دلاری را برای اثبات یا رد این نظریه اختصاص داده است. بانک‌های بیل حامی مالی دو نمایشگاه سالانهٔ علوم و فناوری وابسته به نمایشگاه بین‌المللی علوم و مهندسی هستند. در اواسط دههٔ ۲۰۰۰، بیل در چند بازی پوکر بسیار مخاطره‌آمیز شرکت کرد که به موضوع یک کتاب تبدیل شد.

## اوایل زندگی و تحصیلات
بیل در لنسینگ، ایالت میشیگان پرورش یافت. مادرش در دولت ایالاتی فعالیت می‌کرد و پدرش مهندس مکانیک بود. او یک برادر بزرگ‌تر و یک خواهر کوچک‌تر داشت. بیل در نوجوانی به کمک دایی‌اش، با تعمیر و فروش مجدد تلویزیون به کسب درآمد پرداخت. بیل در ایام تحصیل در دبیرستان، سیستم‌های امنیت آپارتمانی نیز نصب می‌کرد. او همچنین کسب‌وکاری مرتبط با جابه‌جایی مسکن و مدیریت خانه‌های اجاره‌ای راه‌اندازی کرد.
بیل در تیم مناظرهٔ دبیرستان خود در دبیرستان لنسینگ سکستون بسیار پیشرفت کرد. او در دانشگاه ایالتی میشیگان نام‌نویسی نمود و به تحصیل ریاضیات پرداخت.

## سرمایه‌گذاری‌ها و خطرپذیری‌های تجاری

### سرمایه‌گذاری در املاک و مستغلات
بیل در ۱۹ سالگی، وقتی خانه‌ای در لنسینگ به بهای ۶۵۰۰ دلار خرید و بعد آن را به مبلغ ۱۱۹ دلار در ماه اجاره داد، به یک سرمایه‌گذار در املاک و مستغلات تبدیل شد. در سال ۱۹۷۶، او در مزایدهٔ املاک فدرال در واشینگتن دی.سی. شرکت کرد و پیشنهاد خرید یک آپارتمان در واکو، تی. ایکس را مطرح نمود. بیل با پیشنهاد ۲۱۷۵۰۰ دلاری برندهٔ مزایده شد. سه سال بعد، او ساختمان را به مبلغی بیش از یک میلیون دلار فروخت. در سال ۱۹۷۶، بیل در دانشگاه بایلور در واکو، تی. ایکس نام‌نویسی کرد، اما دانشکده را ترک کرد تا بر فعالیت‌های تجاری‌اش متمرکز شود.
در سال ۱۹۸۱، بیل به‌همراه یکی از شرکایش دو پروژهٔ ساختمانی مسکن به نام برج‌های آجری نیویورک در نیوجرسی را که در وضعیت مطلوبی نبودند، به مبلغ ۲۵۰۰۰ دلار خریدند. دو سال بعد، آن‌ها ساختمان‌های تعمیرشده را به مبلغ ۳٫۲ میلیون دلار به یک سرمایه‌گذار بخش خصوصی فروختند. در سال ۲۰۱۷، او ملک تی. ایکس خود در دالاس را که پیش از آن ۱۳۲ میلیون قیمت‌گذاری شده بود، از طریق مزایدهٔ Concierge به مبلغ ۳۶٫۲ میلیون دلار به‌فرش رسانید.

### بانک بیل و بانک بیل ایالات متحده
در سال ۱۹۸۸، بیل یک بانک را در دالاس و در سال ۲۰۰۴ بانک دیگری در لاس وگاس راه‌اندازی کرد. از آن ایام، این بانک‌ها دارایی‌های مالی را می‌خرند و با مساعدتر شدن وضعیت بازار آن‌ها را نگه می‌دارند. خریدهای این بانک‌ها عبارت از:
- اوراق قرضهٔ تولید برق و زیرساخت طی خاموشی‌های نوبتی پس از انرون در کالیفرنیا و بحران رفع محدودیت از قیمت‌گذاری انرژی در سال ۲۰۰۱
- اسناد بدهی با پشتیبانی هواپیما پس از حملات تروریستی یازده سپتامبر به ایالات متحده
- وام‌های تجاری و املاک در طول بحران اعتباری جهانی ۲۰۰۸

بر اساس گزارش عملکرد یکپارچهٔ بانکی از طرف شورای بررسی مؤسسات مالی فدرال، بازده دارایی‌های بانک بیل در سال ۲۰۰۸، ۸٫۱ بود که چندین برابر بیش از گروه هم‌ردهٔ خود (بانک‌های پس‌انداز بیمه‌شده با دارایی‌های بیش از یک میلیارد دلار) است. از سال ۲۰۰۹ تا ۲۰۱۲، بانک بیل به‌طورکلی از گروه‌های هم‌ردهٔ خود عملکرد بهتری داشت.
بازهٔ دارایی بانک بیل عموماً چندین برابر گروه هم‌ردهٔ خود (بانک‌های بازرگانی بیمه‌شده با دارایی بیش از ۳ میلیارد دلار) بود.
گزارش بانک بیل و بانک بیل ایالات متحده، نشان داد سرمایهٔ کل این دو مجموعه از ۲٫۷ میلیارد دلار فراتر رفته‌است و کل دارایی این دو بانک در ژوئن ۲۰۱۹ از ۷٫۲ میلیارد دلار بیشتر بود.
آن‌ها در مجموع ۳۷ شعبه دارند و خدمات بانکی آنلاین نیز ارائه می‌دهند. هر دو بانک عضو شرکت بیمهٔ سپردهٔ فدرال (FDIC) هستند و از سوی این شرکت بیمه شده‌اند. آن‌ها باحصول سپرده‌ای ازجمله گواهی سپرده، حساب‌های بازاری پولی، حساب‌های پس‌انداز دارای صورت‌حساب و حساب‌های IRA CD را به مردم ارائه می‌کنند که از سوی شرکت بیمهٔ سپردهٔ فدرال بیمه شده‌است. از آنجاییکه این بانک‌ها وام‌های مصرفی و حساب جاری به مشتریان ارائه نمی‌کنند، در ردهٔ بانک‌های عمده‌فروشی قرار می‌گیرند. هر دو بانک مجموعه‌های املاک مسکونی غیرنمایندگی و وام‌های تضمینی املاک تجاری را می‌خرند تا از طریق شرکت‌های وابسته، هزینهٔ وام‌های تجاری و مشارکت در وام‌ها و تشکیل سندیکاها را تأمین کنند.
کسب‌وکارهای اصلی بیل از سال ۲۰۲۱ عبارت از:
- بانک بیل، مستقر در دالاس
- بانک بیل ایالات متحده، مستقر در لاس وگاس، ان‌وی و تأسیس در اوت ۲۰۰۴ (پیش‌تر بانک بیل نوادا)
- شرکت سرمایه‌گذاری‌های CSG، مستقر در دالاس[۱۷]
- شرکت دریافت وام، مستقر در دالاس[۱۸]
- صندوق دادوستد تأمینی LLC، مستقر در دالاس[۱۹]

### هوا فضای بیل
در سال ۱۹۹۷، بیل در قالب بخشی از روند خصوصی‌سازی فضا که از سوی دولت فدرال دنبال می‌شد، یک شرکت هوافضا را پایه‌گذاری کرد تا راکت‌هایی با هدف استقرار ماهواره‌های ارتباطی در مدار زمین بسازد. شرکت هوافضای بیل که با بیش از ۲۰۰ کارمند در فضایی به مساحت ۱۶۳۰۰۰ فوت مربع در فریسکو، ایالت تگزاس فعالیت می‌کرد، بر یک راکت سه مرحله‌ای به طول ۲۰۰ فوت متمرکز بود. موتور این راکت که با پراکسید هیدروژن و نفت سفید فعال می‌شد، نیاز به سیستم احتراق جداگانه را رفع کرد، زیرا با اکسیدشدن پراکسید هیدروژن نفت سفید را مشتعل می‌کرد.
بیل در رقابت با ابتکار پرتاب فضایی ناسا در ۲۳ اکتبر ۲۰۰۰، شرکت را تعطیل و فعالیت خود را متوقف کرد. او فعالیت‌های تجاری ناسا ازجمله مشکلات پیش روی سیستم‌های پرتابی بخش خصوصی در رقابت با شرکت‌های تابعهٔ دولتی ناسا را دلیل اصلی تعطیلی شرکت خود دانست.

### بشردوستی
بیل میلیون‌ها دلار برای پشتیبانی از ابتکارهای علمی و ریاضی اهدا کرد. بیل از طریق بانک‌های خود، یکی از اسپانسرهای اصلی سالانهٔ بخش‌های ذیل است:
- نمایشگاه علمی و مهندسی منطقه‌ای دالاس وابسته به دانشگاه پروتستان (متدیست) جنوبی
- نمایشگاه علمی و مهندسی منطقه‌ای نوادای جنوبی، وابسته به دانشگاه نوادا، لاس وگاس[۲۲][۲۳]

هر دو نمایشگاه از رویدادهای معتبر نمایشگاه علوم و مهندسی بین‌المللی هستند و به روی دانش‌آموزان سال‌های ۶ تا ۱۲ باز هستند و برندگان به مسابقات ملی و بین‌المللی راه می‌یابند.
بیل همچنین یک میلیون دلار به موزهٔ طبیعت و علوم پروت در دالاس اهدا کرد. این موزهٔ در دسامبر ۲۰۱۲ افتتاح شد. شرکت‌های بیل بیش از ۲۰۰ کامپیوتر به مدرسهٔ مستقل دالاس برای استفادهٔ دانش‌آموزان اهدا کردند.

## ریاضیات آماتور
بیل نظریهٔ اعداد در ریاضی را خود آموخت. در سال ۱۹۹۳، او به‌طور عمومی روش جدیدی در احتمالات مطرح کرد که به نام حدس بیل شناخته می‌شود. این روش از آخرین قضیهٔ فرما استنباط می‌شود. هنوز هیچ مثال نقضی برای این روش احتمالات مشاهده نشده‌است.
بیل به‌منظور ترغیب پژوهش دربارهٔ این روش احتمالات، شخصاً جایزهٔ دائمی یک میلیون دلاری برای اثبات یا رد آن در نظر گرفت و منابع مالی آن را متقبل شد. این برنامه‌ها با همکاری انجمن ریاضی آمریکا برگزار می‌شود و دانشگاه تگزاس شمالی، گردانندهٔ یک وبسایت اطلاع‌رسانی دربارهٔ روش حدس بیل است.
تا فوریه ۲۰۲۱، جایزهٔ حدس بیل برنده‌ای نداشته‌است.

## پوکر
بیل طی بازدید از لاس وگاس میان سال‌های ۲۰۰۱ تا ۲۰۰۴، در بازی‌های پوکر پرخطر در مقابل بازیکنان حرفه‌ای شرکت کرد. این بازی‌ها شامل پوکر ۱۰۰ هزار دلاری تا ۲۰۰ هزار دلاری تگزاس هولد ام بود. بیل در ۱۳ مه ۲۰۰۴، در بلاژیو لاس وگاس یکی از بزرگ‌ترین دست‌های تکی در تاریخ پوکر را به ارزش ۱۱٫۷ میلیون دلار برنده شد. این بازی‌ها در کتاب مایکل کریگ، به نام «استاد، بانکدار و پادشاه خودکشی: درون پرپول‌ترین بازی پوکر تمام زمان‌ها» آمده‌است.
زمانی که بازی‌های ذکرشده در کتاب کریگ در سال ۲۰۰۴ به پایان رسید، بیل از اول تا پنجم فوریه ۲۰۰۶ به لاس وگاس بازگشت تا با مسابقه‌ای با محدودهٔ ۵۰۰۰۰ تا ۱۰۰۰۰۰ دلار در کازینوی وین لاس وگاس شرکت را تصاحب کند. رقبای او تاد برانسون، جنیفر هارمن، تدفارست و چند نفر دیگر بودند.
ارزش دارایی بیل در ۵ فوریه ۲۰۰۶، ۳٫۳ میلیون دلار کاهش یافت. یک هفته بعد، او به کازینوی وین بازگشت و در جلسه‌های پوکر روزانه از ۱۲ تا ۱۵ فوریه تقریباً ۱۳٫۶میلیون دلار از شرکت برنده شد. بازی‌ها از ۲۱ تا ۲۳ فوریه از سر گرفته شد و فیل ایوی بازیکن پوکر قهرمان جهان از طرف شرکت با محدودهٔ ۶۰۰۰۰/۳۰۰۰۰ و ۱۰۰۰۰۰/۵۰۰۰۰ دلار با بیل رقابت کرد. طی این سه روز، بیل ۱۶٫۶ میلیون دلار به آیوی از دست داد. طبق گفته جنیفر هارمن، در مصاحبه‌ای در پادکست پوکر با دانیل نگرینو در ۲۶ اکتبر ۲۰۱۶، بازی‌ها به ۱۰۰۰۰۰/۲۰۰۰۰۰ دلار رسید.

## زندگی شخصی
بیل از همسر اولش دو فرزند دارد. او در سال ۱۹۹۶ با سیمونا بیل مهاجر اهل استونی ازدواج کرد. آن‌ها چهار فرزند دارند. در سال ۲۰۱۰، سیمونا تقاضای طلاق کرد. بیل از اولیا سینیتسینا دو فرزند دارد. he married Estonian
بیل یک آزادی‌خواه است. او در انتخابات ریاست‌جمهوری ایالات متحده در سال ۲۰۱۶ نخست از راند پائول حمایت کرد و ۲۵۰ هزار دلار به کارزار انتخاباتی این سناتور تخصیص داد. پس از خروج پائول از رقابت، بیل حامی دونالد ترامپ برای تصدی منصب ریاست‌جمهوری ایالات متحده در سال ۲۰۱۶ شد. بیل یکی از مشاوران ارشد اقتصادی دونالد ترامپ بود. بنا به اعلام فوربز، بیل در سپتامبر ۲۰۱۶، ۲ میلیون دلار برای یکی از کمپین‌های ترامپ و یک میلیون دلار برای جشن‌های افتتاحیه او هزینه کرد.
به‌دنبال حملهٔ ژانویه ۲۰۲۱ به ساختمان کنگرهٔ ایالات متحده، یکی از دستیاران بیل به خبرگزاری بلومبرگ گفت که «نمی‌داند چه اتفاقی افتاده‌است… و او دیگر گزارش‌های خبری جریان غالب را باور نمی‌کند».